# 제1회 베를린 국제 영화제
제1회 베를린 국제 영화제(1st Berlin International Film Festival)는 1951년 6월 6일부터 17일까지 티티아나 팔라스트 극장에서 개최된 시상식이다. 개막작은 앨프리드 히치콕 감독의 <레베카 (1940년 영화)>였다.
이 첫 베를린 영화제에서는 황금곰상이 도입되어 드라마, 코미디, 범죄/모험, 음악 영화, 다큐멘터리 등 다섯 부문에서 각각 최우수 작품에 수여되었다. 이 제도는 다음 해에 폐지되었는데, FIAPF(국제 영화 제작자 연맹)가 전문가 심사위원단의 수상은 "A급 영화제"에만 적용된다고 발표했기 때문이다. 대신 다음 해 영화제에서는 관객 투표로 수상자를 선정했다.

## 수상 및 후보

### 황금곰상
- 데스티네이션 문 - 어빙 피첼 수상

### 은곰상
- 호프만의 이야기 - 마이클 포웰, 에머릭 프레스버거 수상